# مشاهده و گزارش
مشاهده و گزارش (انگلیسی: Observe and Report) فیلمی در ژانر کمدی سیاه به کارگردانی و نویسندگی جودی هیل است که در سال ۲۰۰۹ منتشر شد. ست روگن، آنا فاریس و ری لیوتا بازیگران فیلم هستند.

## داستان
رونی پلیس امنیتی یک فروشگاه بزرگ است که از نظر عاطفی ناپایدار است و از اختلال دوقطبی رنج می‌برد. او نمی‌تواند دلیل به صدا درآمدن آژیر فروشگاه را بفهمد و برای جلوگیری از دزدی، اقدام به انجام کارهای کارآگاهی می‌کند اما هیچ مهارتی در این زمینه ندارد و دربارهٔ کارهایش دچار توهم است.

## بازیگران
- ست روگن
- ری لیوتا
- مایکل پنیا
- آنا فاریس
- جسی پلمونس
- سلیا وستون
- عزیز انصاری
- پتن اسوالت
- دنی مک‌براید
- کولت وولف